# Observatorio de Mundos Habitables
El Observatorio de Mundos Habitables (OMH) (nombre provisional del proyecto) es un gran telescopio espacial infrarrojo, óptico y ultravioleta que está siendo desarrollado y propuesto por la Encuesta Decenal de Astronomía y Astrofísica en el año 2020 presentado ante las Academias Nacionales. Se optimizará para poder buscar y obtener imágenes de exoplanetas habitables del tamaño de la Tierra en las denominadas zonas habitables de sus respectivas estrellas, donde pueda existir agua líquida, mediante la búsqueda del líquido mediante una herramienta llamada coronógrafo, el cual, mediante el bloqueo de la luz de sus estrellas, para que pueda proporcionar amplias observaciones astrofísicas. HWO u OMH, se basa en estudios realizados para dos conceptos de misiones espaciales anteriores llamados "Gran Surveyor Óptico Infrarrojo Ultravioleta" (LUVOIR) y la del Observatorio de Exoplanetas Habitables (HabEx).

## Objetivos de la misión
El principal objetivo del HWO es identificar y obtener imágenes directas de al menos 25 mundos aproximadamente que sean potencialmente habitables. Luego utilizaría la espectroscopia para poder buscar biofirmas químicas en las atmósferas de estos planetas, incluidos los gases como el oxígeno y metano, que podrían servir como evidencia viable para el hallazgo posible de vida. HWO también utilizaría sus principales capacidades como es la alta sensibilidad y resolución para rastrear la evolución de las galaxias y otras estructuras cósmicas.
Los principales temas científicos del HWO son:
- Factores impulsores para el crecimiento de las galaxias.
- Evolución de los elementos químicos a lo largo del tiempo cósmico.
- El sistema solar en su contexto galáctico.
- Posibilidad de mundos vivos.

## Desarrollo
En 2023, la Administración Nacional de Aeronáutica y del Espacio (NASA) estableció un Gran Programa de Maduración del Observatorio (GOMAP) para unir al gobierno, la industria y la academia para desarrollar tecnologías necesarias para financiar el HWO. El GOMAP pretende aprovechar las lecciones de misiones anteriores de la NASA para agilizar el desarrollo del concepto HWO y disminuir los riesgos presupuestarios y cronológicos tanto para la futura misión como posteriores.
Dos grupos guiarán las actividades del GOMAP para el desarrollo del HWO: el Equipo de Revisión de Ciencia, Tecnología y Arquitectura (START) y un Grupo de Evaluación Técnica (TAG). El START cuantificará los objetivos científicos del HWO basándose en la orientación de la Encuesta Decenal y describirá las capacidades del observatorio y los instrumentos necesarios para lograrlos. Mientras tanto, el TAG estudiará las opciones de arquitectura para HWO, identificará y evaluará las arquitecturas de misión y las tecnologías necesarias para habilitar esas opciones, y evaluará los riesgos asociados con esas opciones.
El HWO está diseñado para ser lanzado en un vehículo de lanzamiento de carga súper pesada. El equipo del HWO esperará el éxito de grandes lanzadores espaciales como la Starship de SpaceX, New Glenn de Blue Origin o el SLS debido a su gran importancia crítica para la misión del HWO. De momento estaría previsto que el HWO tenga un espejo de 6 a 8 metros, pero su diseño debería ser flexible para aprovechar el tamaño de los lanzadores con un potencial para llevar en carga el doble de masa y volumen para cuando el HWO se lance en la década de 2040. Lee Feinberg, el arquitecto principal del proyecto del HWO para la NASA y gerente actual del Telescopio Espacial James Webb, se mantiene en comunicaciones con los representantes de los tres lanzadores. En 2024, visitó las instalaciones de SpaceX para seguir el progreso de Starship. Casey Handmer, ex-arquitecto del JPL de la NASA, cree que el HWO es demasiado conservador en comparación con lo que es posible con Starship. Handmer sostiene que la Starship permite que los telescopios escalen hasta el punto de obtener imágenes de exoplanetas a nivel de la superficie, por lo que potencialmente sería lo suficientemente grandes como para detectar patrones de migración estacional.